# Allen Shawn
Allen Shawn (* 1948) ist ein amerikanischer Komponist. Er lebt in Vermont.

## Leben
Allen Shawn ist der Sohn von William Shawn, einem ehemaligen Redakteur beim New Yorker. Sein Bruder ist der Schauspieler und Bühnenschriftsteller Wallace Shawn. Früher war er mit der Schriftstellerin Jamaica Kincaid verheiratet. Das Paar hat einen Sohn und eine Tochter. Aktuell ist er mit der Pianistin Yoshiko Sato verheiratet und hat mit ihr einen weiteren Sohn.
Er begann im Alter von zehn Jahren zu komponieren und schloss ein Studium in Harvard als Bachelor ab. Anschließend studierte er in Paris bei Nadia Boulanger, einen Abschluss als Master erlangte er an der Columbia University. Von 1972 bis 1985 arbeitete er in New York als Pianist. Seit 1985 unterrichtet er am Bennington College Kompositionslehre.
Unter den verfügbaren Aufnahmen seiner Kompositionen befinden sich mehrere CDs mit Kammermusik, eine CD mit Klaviermusik und eine Aufnahme seines Werks Piano Concerto, gespielt von Ursula Oppens mit dem Albany Symphony und dirigiert von David Alan Miller. Allen Shawn ist außerdem Autor eines Buches über den österreichischen Komponisten Arnold Schönberg. Es trägt den Titel „Arnold Schoenberg's Journey“. 2020 legte er als Pianist mit Michael Bisio das Album Improvisations vor.